# Чёрный Колодезь (Липецкая область)
Чёрный Коло́дезь — деревня Скорняковского сельсовета Задонского района Липецкой области. Имеет одну улицу: Заречная.

## Население
| 2010 |
| ---- |
| 17   |